# Sluis bij Olen
De sluis bij Olen is een sluizencomplex in het Albertkanaal in de Belgische gemeente Olen.
Het sluizencomplex werd gebouwd tijdens de aanleg van het kanaal in de jaren dertig en omvat drie sluizen en een wegbrug.

## Sluizen
- 2 sluizen van 136 × 16 meter
- 1 duwvaartsluis van 200 × 24 meter
- verval van 10 meter

## Wegbrug
De wegbrug is een liggerbrug uit drie delen, waarbij de langste overspanning 24 meter bedraagt. De doorvaarthoogte bedraagt 9,30 meter (duwvaartsluis 8,65 meter).